# کولغان درتوجان
کولغان درتوجان، روستایی از توابع بخش تخت شهرستان بندرعباس در استان هرمزگان ایران است.

## جمعیت
این روستا در دهستان شمیل قرار دارد و براساس سرشماری مرکز آمار ایران در سال ۱۳۸۵، جمعیت آن ۸۶ نفر (۲۱خانوار) بوده‌است.